# Kabankalan
Kabankalan è una città componente delle Filippine, situata nella Provincia di Negros Occidental, nella Regione di Visayas Occidentale.
Kabankalan è formata da 32 baranggay:
- Bantayan
- Barangay 1 (Pob.)
- Barangay 2 (Pob.)
- Barangay 3 (Pob.)
- Barangay 4 (Pob.)
- Barangay 5 (Pob.)
- Barangay 6 (Pob.)
- Barangay 7 (Pob.)
- Barangay 8 (Pob.)
- Barangay 9 (Pob.)
- Binicuil
- Camansi
- Camingawan
- Camugao
- Carol-an
- Daan Banua

- Hilamonan
- Inapoy
- Linao
- Locotan
- Magballo
- Oringao
- Orong
- Pinaguinpinan
- Salong
- Tabugon
- Tagoc
- Talubangi
- Tampalon
- Tan-Awan
- Tapi
- Tagukon